# Naivasha
Naivasha – miasto w Kenii, w hrabstwie Nakuru, położone nad jeziorem Naivasha, około 75 km na północny zachód od stolicy kraju – Nairobi. W 2019 roku liczba ludności miasta wynosiła 198,4 tys.